# هيلين هاثاواي بريتون
هيلين هاثاواي بريتون (بالإنجليزية: Helene Hathaway Britton)‏ هي لاعب كرة قاعدة أمريكية، ولدت في 30 يناير 1879 في كليفلاند في الولايات المتحدة، وتوفيت في 8 يناير 1950 في فيلادلفيا في الولايات المتحدة.

## وصلات خارجية
- هيلين هاثاواي بريتون على موقع جمعية أبحاث البيسبول الأمريكية (الإنجليزية)